# Gran Premi del Cinema Francès
El Gran Premi del Cinema Francès (en francès Grand prix du cinéma français) va ser un premi de cinema francès creat el 1934 per un dels inventors de cinema, Louis Lumière, amb la Société d'encouragement à l'art et à l'industrie (SEAI), i atorgat anualment fins a 1984.
No s'ha de confondre amb el Premi Louis-Delluc, creat dos anys després, ni amb el Prix Lumière, creat el 2009.

## Història
Acusat de conservadorisme i academicisme per alguns malgrat una llista de premis que premia habitualment directors joves o pel·lícules "difícils", va ser atorgada juntament amb altres premis com les Victoires du cinéma français (1946-1964) i les Étoiles de cristal (1955-1975), abans de ser eclipsat pel molt publicitat i mediàtic César creat el 1976.

## Palmarès
- 1934 : Maria Chapdelaine de Julien Duvivier
- 1935 : La Kermesse héroïque de Jacques Feyder
- 1936 : L'Appel du silence de Léon Poirier
- 1937 : Légions d'honneur de Maurice Gleize
- 1938 : Alerte en Méditerranée  de Léo Joannon
- 1939-1945 : no atorgat
- 1946 : Farrebique de Georges Rouquier
- 1947 : Monsieur Vincent de Maurice Cloche
- 1948 : Les Casse-pieds de Jean Dréville
- 1949 : no atorgat [3]
- 1950 : Jour de fête de Jacques Tati
- 1951 : Journal d'un curé de campagne de Robert Bresson
- 1952 : Les Belles de nuit de René Clair
- 1953 : no atorgat
- 1954 : Le Blé en herbe de Claude Autant-Lara
- 1955 : Les Évadés de Jean-Paul Le Chanois
- 1956 : Le Ballon rouge de Albert Lamorisse
- Nuit et brouillard  d'Alain Resnais
- 1957 : Porte des Lilas de René Clair
- 1958 : Les Tricheurs de Marcel Carné
- 1959 : Les Étoiles de midi de Marcel Ichac
- 1960 : La Vérité de Henri-Georges Clouzot[4]
- 1961 : Un taxi pour Tobrouk de Denys de La Patellière
- 1962 : Jusqu'au bout du monde de François Villiers
- 1963 : Un roi sans divertissement de François Leterrier
- 1964 : Le Monde sans soleil de Jacques-Yves Cousteau
- 1965 : Viva Maria ! de Louis Malle
- 1966 : Fruits amers de Jacqueline Audry
- 1967 : Vivre pour vivre de Claude Lelouch
- 1968 : Baisers volés de François Truffaut
- 1969 : Le Grand Amour de Pierre Étaix
- 1970 : Mourir d'aimer d'André Cayatte
- 1971 : La Veuve Couderc de Pierre Granier-Deferre
- 1972 : César et Rosalie de Claude Sautet
- 1973 : Projection privée de François Leterrier
- 1974 : Parade de Jacques Tati
- 1975 : L'Histoire d'Adèle H. de François Truffaut
- 1976 : Le Désert des Tartares de Valerio Zurlini
- 1977 : Le Crabe-tambour de Pierre Schoendoerffer
- 1978 : Un papillon sur l'épaule de Jacques Deray
- 1979 : I... comme Icare de Henri Verneuil
- 1980 : Mon oncle d'Amérique d'Alain Resnais
- 1981 : Garde à vue de Claude Miller
- 1982 : Le Beau mariage d'Éric Rohmer
- 1983 : La vie est un roman d'Alain Resnais
- 1984 : Un dimanche à la campagne de Bertrand Tavernier